# Dave Murray
David Michael Murray (ur. 23 grudnia 1956 w Londynie) – brytyjski muzyk, gitarzysta heavymetalowego zespołu Iron Maiden. Pochodzi z Edmonton we wschodnim Londynie.
W 2004 roku muzyk wraz z Adrianem Smithem został sklasyfikowany na 11. miejscu listy 100 najlepszych gitarzystów heavymetalowych wszech czasów według magazynu Guitar World.

## Życiorys
Razem ze Steve’em Harrisem są jedynymi członkami Iron Maiden, których nagrania znajdują się na każdym albumie zespołu od założenia w 1975 r. Iron Maiden.
Jednak nie jest zgodne z prawdą stwierdzenie, jakoby Dave był w Iron Maiden nieprzerwanie od owego 1975 roku. Nie znajdował się w pierwotnym składzie, zaś niedługo po przyłączeniu się do zespołu Murray został na pół roku wyrzucony.
Jego ojciec był z pochodzenia w połowie Szkotem i Irlandczykiem.
Podobnie jak, urodzony w tym samym roku, Steve Harris, jako chłopiec był fanatykiem piłki nożnej (kibicował Tottenham Hotspur, podczas gdy Harris jest prawdopodobnie najbardziej znanym na świecie fanem West Ham United) oraz zapalonym miłośnikiem krykieta.
Jego rodzina była biedna – niepełnosprawny ojciec, matka pracująca na pół etatu jako sprzątaczka. Dave nie był w stanie znaleźć sobie miejsca w żadnej ze szkolnych drużyn futbolowych. Według jego obliczeń, uczył się w szesnastu różnych szkołach do momentu w którym, w wieku 16 lat, wyprowadził się.
W wieku 15 lat poznał Adriana Smitha, z którym później spotkał się w Iron Maiden. Dave grał na gitarze, a Adrian śpiewał. Dopiero później, dzięki namowom Dave’a, Smith kupił od niego gitarę i nauczył się grać.
W czasie, gdy Dave grał z Maiden, Adrian założył własny zespół – Urchin, z którym początkowo przez jakiś czas grał również Murray. Z powodu nieporozumień z byłym wokalistą Iron Maiden, Dennisem Wilcockiem (skłócenie Dennisa i Daveya przez Boba Sawyera, owczesnego drugiego gitarzystę), Dave został na krótko wyrzucony z zespołu (na samym początku ich kariery) i przyłączył się do Urchin. Jednak wkrótce powrócił do Maiden, gdzie gra do dzisiaj.

## Życie prywatne
Jest mężem Tamar Murray, z którą ma jedno dziecko, córkę Tashę.

## Instrumentarium
| Gitary - Fender Stratocaster Custom Shop - Gibson Les Paul Standard Goldtop Wzmacniacze i kolumny głośnikowe - Marshall JCM2000 Head - Marshall JVM Amplifier Tube Head - Marshall 9200 Dual MonoBlock Power Amp / Marshall EL-34 100/100 Power Amp - Marshall 1960B 4x12s Cabinets/Celestion G12 „Vintage” 75-Watt Speakers Struny i kostki gitarowe - Ernie Ball Strings - Ernie Ball Tortoise Shell Medium Picks |  | Efekty gitarowe - Fulltone Mini Deja’Vibe - Fulltone Clyde Standard Wah - Boss TU-12H Digital Tuner - Peterson 490 Autostrobe Tuner - Shure U4D UHF Wireless Unit - Dunlop DCR-1SR Rack CryBaby Wah and controller - Custom-Built Pete Cornish Routing and Power Supply Units - Marshall JMP-1 Valve Midi Preamp - Marshall JFX-1 Effect Unit - Rocktron All-Access Foot Controller - MXR Phase 90 - Rocktron Midi-mate - TC Electronic G-Force |

## Dyskografia
Występy gościnne
- Hear ’n Aid (1985) – „Stars”
- Welcome to the World (1997) – Psycho Motel – „With You Again"

## Filmografia
- Global Metal (2008, film dokumentalny, reżyseria: Sam Dunn, Scot McFadyen)[3]